# Mucrencyrtus insulanus
Mucrencyrtus insulanus är en stekelart som beskrevs av John S. Noyes 1980. Mucrencyrtus insulanus ingår i släktet Mucrencyrtus och familjen sköldlussteklar. Inga underarter finns listade i Catalogue of Life.